# Nyírlugos
Nyírlugos è una città di 2.911 abitanti situata nella contea di Szabolcs-Szatmár-Bereg, nell'Ungheria nord-orientale.